# The Abyss
The Abyss és una pel·lícula de ciència-ficció estrenada el 1989, escrita i dirigida per James Cameron, protagonitzada per Ed Harris, Mary Elizabeth Mastrantonio, i Michael Biehn. La pel·lícula tracta d'un submarí estatunidenc que s'enfonsa al Carib, l'equip de recerca i recuperació treballa en una plataforma petroliera, en una cursa contra els vaixells soviètics per recuperar-lo. Però, en el fons de l'oceà, troben alguna cosa inesperada.
La pel·lícula va ser llançada el 9 d'agost de 1989, rebent crítiques generalment positives i va recaptar 90 milions de dòlars. Va guanyar l'Oscar als millors efectes visuals i va ser nominat per a tres premis més de l'Acadèmia.

## Argument
Durant la Guerra Freda, un submarí nuclear estatunidenc, el USS Montana, xoca amb un objecte no identificat i queda destruït en el fons del mar, en la fossa de les Caiman. L'Armada decideix enviar una nau d'abastiment, el Benthic Explorer, al lloc de l'enfonsament, portant a bord una unitat de SEAL al comandament del tinent Hiram Coffey (Michael Biehn), amb la missió de recuperar o destruir tota la informació secreta. En les rodalies es troba una base petroliera submarina anomenada Deepcore, que l'Armada decideix usar com a centre per efectuar la investigació. La nau d'abastiment i la plataforma són connectades. Al grup SEAL se sumen la dissenyadora de la base, Lindsey Brigman (Mary Elizabeth Mastrantonio) i el cap de la base, Virgil "Bud" Brigman (Ed Harris), exmarit de Lindsey, recolzats per un grup de tècnics. Una tempesta s'apropa al lloc del desastre i també algunes unitats de l'Armada soviètica, que justifiquen la seva presència amb la intenció d'ajudar. Finalment aconsegueixen trobar al USS Montana a gran profunditat i tenen estranyes trobades amb una criatura que els comença a observar. Sense que ningú ho noti, ni ell mateix, el tinent Coffey comença a sofrir els efectes de la inhalació excessiva de gasos continguts en els seus tancs d'oxigen, que el van portant lentament fins a un estat de paranoia, i decideix, sense consultar-ho, recuperar les ogives nuclears dels míssils del USS Montana. La tempesta comença a enfortir-se i és necessari separar les connexions entre la nau d'abastiment i la base, però no és possible, perquè el tinent Coffey estava usant l'únic minisubmarí que podia efectuar la separació. La grua que sosté les connexions no resisteix i cau al mar, directament sobre la base i l'empeny fins a deixar-la a la vora de l'abisme, causant la mort d'alguns tècnics i membres de SEAL. La mateixa criatura que els observa comença a aparèixer amb freqüència, al mateix temps que la tensió entre els dos grups augmenta, ja que es culpen mútuament del desastre, la qual cosa aguditza la paranoia del tinent Caffey, que decideix enviar un minisubmarí portant una ogiva nuclear amb un detonador temporitzat cap al lloc d'on sembla provenir la criatura, per destruir-la. Bud i Lindsay aconsegueixen matar el tinent Caffey en intentar detenir al minisubmarí i surten en un altre a la persecució, però queden atrapats en el camí. Finalment aconsegueixen tornar, i Bud, decideix baixar a l'abisme per aturar l'explosió. Aquesta vegada ho farà portant un vestit submarí especial i usant una nova tècnica que reemplaça el gas dels tancs d'oxigen per un líquid, la qual cosa li permetrà arribar al fons de l'abisme. Complerta la seva missió, es comunica amb Lindsay per dir-li que no li queda prou líquid per tornar i s'acomiada d'ella. Ja en els últims minuts de vida de Bud, apareix novament l'estranya criatura i el proveeix d'oxigen (en la versió de 1993 succeeixen més coses, per exemple: els extraterrestres parlen a Bud de la maldat de l'home) per després enviar-lo de tornada a la superfície.